# Copa de Escocia de Rugby
La Copa de Escocia de Rugby llamada BT Cup por motivos de patrocinio es una competencia anual de rugby organizado por la Scottish Rugby Union y disputada entre clubes de Escocia mediante el sistema de eliminación directa.

## Formato
El torneo tiene un formato de eliminación directa en donde los clubes de divisiones menores comienzan en las primeras fases del torneo y a medida que avanza la competencia se van integrando los competidores de las divisiones más fuertes, todos los partidos se disputan a partido único y la final se disputa en el Estadio Murrayfield, el estadio más simbólico del rugby de Escocia.

## Ediciones
| Temporada | Campeón                            | Resultado                          | Subcampeón                         |
| --------- | ---------------------------------- | ---------------------------------- | ---------------------------------- |
| 1995-96   | Hawick                             | 17 – 15                            | Watsonian FC                       |
| 1996-97   | Melrose                            | 31 – 23                            | Boroughmuir                        |
| 1997-98   | Glasgow Hawks                      | 36 – 14                            | Kelso                              |
| 1998-99   | Gala                               | 8 – 3                              | Kelso                              |
| 1999-00   | Boroughmuir                        | 35 – 10                            | Glasgow Hawks                      |
| 2000-01   | Boroughmuir                        | 39 – 15                            | Melrose                            |
| 2001-02   | Hawick                             | 20 – 17                            | Glasgow Hawks                      |
| 2002-03   | Heriot's                           | 25 – 13                            | Watsonian FC                       |
| 2003-04   | Glasgow Hawks                      | 29 – 17                            | Dundee HSFP                        |
| 2004-05   | Boroughmuir                        | 39 – 25                            | Dundee HSFP                        |
| 2005-06   | Watsonians                         | 31 – 15                            | Currie                             |
| 2006-07   | Glasgow Hawks                      | 24 – 13                            | Edinburgh Academicals              |
| 2007-08   | Melrose                            | 31 – 24                            | Heriot's                           |
| 2008-09   | Heriot's                           | 21 – 19                            | Melrose                            |
| 2009-10   | Ayr                                | 26 – 23                            | Melrose                            |
| 2010-11   | Ayr                                | 25 – 21                            | Melrose                            |
| 2011-12   | Gala                               | 24 – 10                            | Ayr                                |
| 2012-13   | Ayr                                | 28 – 25                            | Melrose                            |
| 2013-14   | Heriot's                           | 31 – 10                            | Glasgow Hawks                      |
| 2014-15   | Boroughmuir                        | 55 – 17                            | Hawick                             |
| 2015-16   | Heriot's                           | 21 – 13                            | Melrose                            |
| 2016-17   | Melrose                            | 23 – 18                            | Ayr                                |
| 2017-18   | Melrose                            | 45 – 12                            | Stirling County RFC                |
| 2018-19   | Ayr                                | 27 – 25                            | Heriot's                           |
| 2019-20   | Cancelado por pandemia de COVID-19 | Cancelado por pandemia de COVID-19 | Cancelado por pandemia de COVID-19 |
| 2022-23   | Hawick                             | 31 – 13                            | Marr                               |
| 2023-24   | Hawick                             | 32 – 29                            | Edinburgh Academical FC            |
| 2024-25   | GHA                                | 52 – 30                            | Glasgow Academicals                |
| 2025-26   | A disputarse                       | A disputarse                       | A disputarse                       |

## Palmarés
| Equipo               | Títulos | Subcampeonatos |
| -------------------- | ------- | -------------- |
| Melrose RFC          | 4       | 6              |
| Ayr RFC              | 4       | 2              |
| Heriot's Rugby Club  | 4       | 2              |
| Boroughmuir RFC      | 4       | 1              |
| Hawick RFC           | 4       | 1              |
| Glasgow Hawks        | 3       | 3              |
| Gala RFC             | 2       |                |
| Watsonian FC         | 1       | 2              |
| GHA                  | 1       |                |
| Dundee HSFP          |         | 2              |
| Kelso RFC            |         | 2              |
| Currie RFC           |         | 2              |
| Edinburgh Accies     |         | 1              |
| Stirling County RFC  |         | 1              |
| Marr RFC             |         | 1              |
| Edinburgh Academical |         | 1              |
| Glasgow Academicals  |         | 1              |